# 爱德华·古贝尔
爱德华·古贝尔（法語：Édouard Goubert，發音：[edwaʁ ɡubɛʁ]；1894年7月29日—1979年8月14日），印度政治人物。出身法属印度本地治里市的一个法印混血家庭，曾参与第一次世界大战，後返回法属印度担任公职，曾担任法国国民议会议员，也是法属印度社会党的创建者之一，印度独立建国后逐渐转向亲印度政府，推动了本地治里加入印度，並先后出任本地治里市长、本地治里首席部長。

## 生平

### 早年生涯
古贝尔於1894年7月29日出生於法属印度本地治里市的一个法印混血家庭，父親是法國人，母親是印度人:57，古贝尔早年在法屬印度支那接受教育，第一次世界大战爆发後，古贝尔曾加入法军参战，退役后进入蒙彼利埃大学学习法学，1925年毕业后回到法属印度，在司法界工作，曾担任律师、治安法官。二战结束后，法国政府在法属印度进行了行政改革，1947年4月，法属印度总委员会（Conseil général de l’Inde française）改组为法属印度代表大会，古贝尔当选为大会成员，负责與法属印度共和国专员（Commissaire de la République，即总督）共同推选政府委员会成员，协助专员管理法属印度:53-54.57。

### 步入政坛
古贝尔担任法属印度代表大会成员期间，法国在印太地区的殖民统治正在面临非殖民化运动的挑战，中南半岛上爆发了第一次印度支那戰爭，马达加斯加岛则爆发了反法起义，而法属印度也出现了高涨的反殖民主義情緒。与此同時，印度领导人尼赫魯也表達了自己對法國在印度支那政策的不滿，为了改善與印度的關係，法国海外事务部長於1948年6月宣布，法國殖民地的未來將由與當地居民「自由而真誠的協商」決定，這也为古贝尔站上政治舞台奠定了基础。1947年7月，爱德华·古贝尔與同样出生於法属印度的國會議員朗贝尔·萨拉萬成立了亲法国的法属印度社会党。该政党的亲法国立场也令其得到了殖民政府的支持。
在古貝爾的領導下，法屬印度社會黨迎合法国政府，迴避在與印度共和國合併的問題上表明任何明確立場，並聲稱這個問題應由法属印度人民決定。1948年8月的本地治里市政選舉期间，古贝尔更透过操纵选举，令法屬印度社會黨的102名候選人全數勝出。虽然古伯特领导的社会党立场亲近法国，他却也与印度政府进行会晤，在1949年7月與尼赫鲁会面时，古贝尔主张印度应该为法属印度提供其更大的自治权，这样社会党才會向法国施压，要求法国接受法属印度加入印度:57。1951年6月，古贝尔作为法属印度社会党领袖，以90,053票的得票率，当选为法国第二屆國民議會議員。
在印度对法国贸易站实施经济封锁期间，古贝尔透过走私、逃税、操纵奢侈品拍卖取得了巨额财产。然而法国政府也因为这些违法行为對他提出了一系列指控，担心受到法国法律制裁的古贝尔随即让家族成员前往法国本土定居，自己留在印度，並转向公开支持法屬印度併入印度:57。1954年3月，他在本地治里參與了一場要求法屬印度與印度聯邦合併的抗議活動，同年6月29日，他在法国議會的豁免權被取消。1954年11月1日，法國簽署條約，將法屬印度的主權移交給印度，古貝爾成为印度公民，其在法國國民議會的任期也就此結束。由于古贝尔力推法属印度加入印度，一些希望维持法國統治的本地治里居民對他非常不满，时常骚扰他和他的家人，他的妻子只好帶著孩子們搬到邁索爾。

### 加入印度後
本地治里移交印度後，古贝尔加入印度國民大會黨，並於1955年、1959年当选为本地治里代表大會議員:197。1961年，古贝尔出任本地治里市长，1963年，本地治里联邦属地正式建立後，古贝尔出任属地首席部长，1964年离职後，随即当选为本地治里立法議會成员，直到1968年卸任:57-58。1979年8月14日，古贝尔在班加罗尔逝世。现代的本地治里也有以他命名的酒店、市场、道路及雕像，以纪念其为推动法属印度加入印度所做的贡献:58。